# Kursawka
Kursawka (ros. Курсавка) – wieś w Rosji, w Kraju Stawropolskim, ośrodek administracyjny rejonu andropowskiego. W 2010 liczyła 11 830 mieszkańców.